# Pfarrkirche Allerheiligen im Mürztal

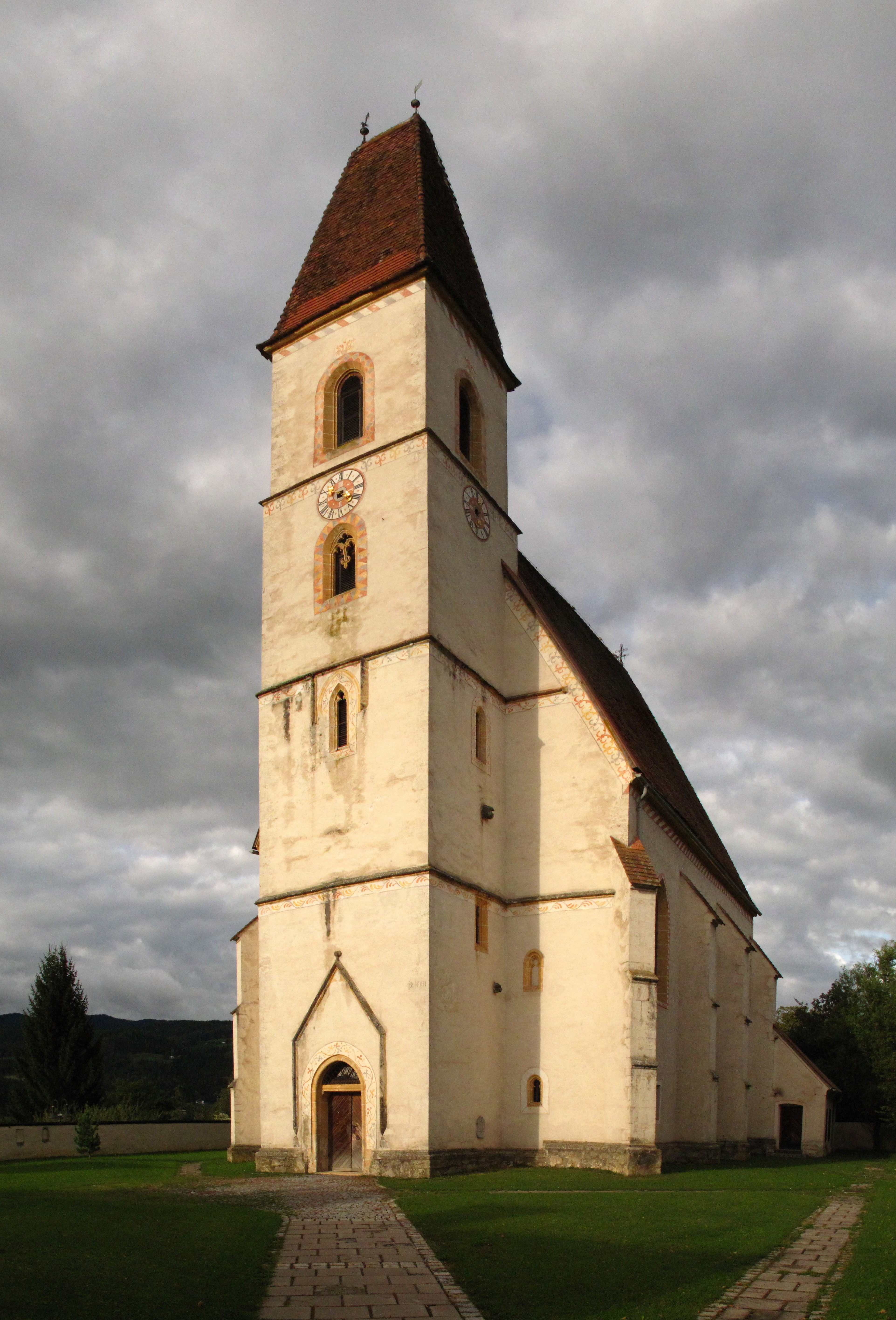
Pfarrkirche Allerheiligen im Mürztal

Die Pfarrkirche Allerheiligen im Mürztal steht im Ort Allerheiligen im Mürztal in der Stadtgemeinde Kindberg im Bezirk Bruck-Mürzzuschlag in der Steiermark. Die auf das Fest Allerheiligen geweihte römisch-katholische Pfarrkirche gehört zum Dekanat Mürztal in der Diözese Graz-Seckau 
Die Kirche steht unter Denkmalschutz (Listeneintrag).

## Geschichte
Um 1154 wurde eine Kapelle urkundlich genannt. Ursprünglich zur Pfarre Sankt Lorenzen im Mürztal gehörig wird sie ab 1762 eine selbständige Pfarre. 1955 wurde die Kirche restauriert.

## Architektur

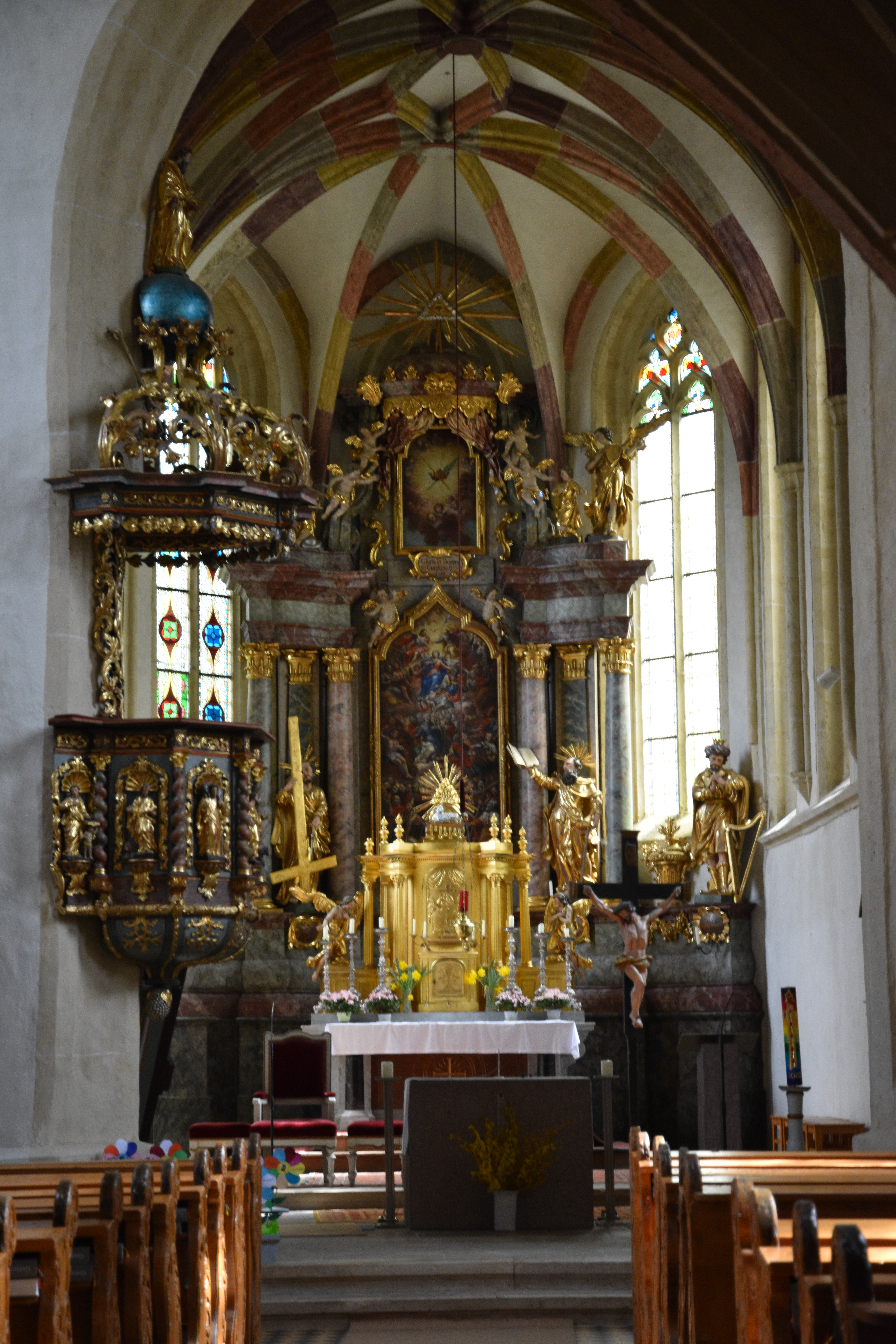
Innenansicht der Pfarrkirche

Der Kirchenbau ist eine spätgotische Hallenkirche, umgeben von einer Friedhofsmauer mit vier barocken Initienkapellen.
Die Kirche hat an Langhaus und Chor abgetreppte Strebepfeiler. Die zwei westlichen Strebepfeiler an den Ecken des Langhauses sind übereck gestellt. Die gotischen Fenster sind zweibahnig ausgeführt. Unter dem Dach und bei den Fenstern sind noch Reste gemalter Friese erhalten. Über dem Portal des Turmes ist ein Wappen der Stubenberg. Im Süden ist ein gotisches Spitzbogenportal, das Nordportal ist vermauert.
Der dreijochige Chor wurde um die Mitte des 15. Jahrhunderts errichtet. Er hat einen Fünfachtelschluss und ein Kreuzrippengewölbe mit eingeschriebenen Rauten auf Halbkreis-Diensten, welche bis zum umlaufenden Gesims herablaufen.
Ein eingeschnürter, spitzbogigen Fronbogen verbindet das breit gelagerte Langhaus mit dem um zwei Stufen höheren Chor. Die zweischiffige, dreijochige Hallenkirche wurde 1467 erbaut. Schon um 1499 wurden das Gewölbe und die Pfeiler entfernt. Meister Christoph Marl aus Rottenmann baute das Langhaus in eine dreischiffige, quergeteilte Halle mit zwei, durch zwei mittige Rundpfeiler entstandene, querrechteckigen Joche um. Die Halle ist mit einem unregelmäßigen Sternrippengewölbe auf 3/4-Kreis-Diensten überwölbt. Die bemerkenswerte Gewölbemalerei ist mit 1499 datiert und wurde 1955 freigelegt. Sie zeigt Rankenornamente und beim Heiliggeistloch einen Engel. Die dreiachsige Westempore ruht auf zwei Rundpfeilern, unterwölbt von einem Kreuzrippengewölbe und einem Sternrippengewölbe. Ein Schulterbogenportal führt auf die Empore. Sie hat eine vorgezogene Holzbrüstung und eine zweite Holzempore.
Der viergeschoßige Westturm mit einem quergestellten Keildach ist mit 1467 datiert. Das Läuthaus hat ein Sternrippengewölbe auf Konsolen mit Wappenschilden, datiert 1499. Im nördlichen Turmwinkel ist ein achtseitiges Treppentürmchen eingestellt.
Die gotische Sakristei im Norden des Chores hat ein Gratgewölbe und ein Spitzbogenportal mit einer eisenbeschlagenen Tür. Der Sakristeianbau im Süden ist ein rezenter Anbau.